# Antachara mexicana
Antachara mexicana là một loài bướm đêm trong họ Noctuidae.